# Thermisch geprogrammeerde desorptie
Thermisch geProgrammeerde Desorptie (TPD) ofwel thermische desorptie spectroscopie (TDS) wordt gebruikt om een aantal eigenschappen van adsorbaten op een oppervlakte te bepalen, zoals:
- bindingenergie
- orde van desorptie
- aantal bindingtoestanden uitgedrukt in het coördinatiegetal
- de populatie van de bindingtoestanden
- aard van desorptie

De adsorptie op metalen oppervlakken is vaak een niet geactiveerd proces (zeker bij moleculaire adsorptie), daarom is de activeringsenergie voor desorptie dan gelijk aan de adsorptiewarmte. Door de adsorbaten te laten desorberen is de activeringsenergie te bepalen. Ook is het mogelijk de plakkans van een adsorbaat te bepalen
Het oppervlak met de daarop geadsorbeerde gassen wordt verhit. De opwarming is zo veel mogelijk lineair, temperatuur geprogrammeerd. De desorberende gassen worden geanalyseerd. Door de meting versus de temperatuur van de oppervlakte te plotten krijgt men een TPD-spectrum. De temperatuur van de oppervlakte wordt soms direct gemeten maar ook indirect door de tijd te noteren bij een bekende opwarmsnelheid. De desorberende gassen worden geanalyseerd met behulp van massaspectroscopie, thermogravimetrische analyse (TGA), met infrarood detectoren, of thermische geleidbaarheid detectoren.
Met TPD analyseert men het type desorberende gassen en onder welke condities deze desorberen. Men meet het soort moleculen die aan het oppervlak zijn gebonden bij verschillende condities; zoals oppervlaktemateriaal, druk, dekkingsgraad, oppervlaktestructuur, de hoeveelheid desorberende gassen, mogelijke producten van chemische oppervlaktereacties, etc.

## TPD via massaspectrometrie
Met een massaspectrometer meet men de massa van een molecuul. Daarvoor gebruikt men een massaspectrometer, zoals een quadrupole massaspectrometer of een "time-of-flight" (TOF) massaspectrometer, in ultra hoog vacuüm (UHV). De hoeveelheid van de geadsorbeerde gassen of de reactieproducten wordt gemeten door de temperatuur te verhogen. Gebruikelijk is een verhittingssnelheid van 2 K/s tot 10 K/s. Een massaspectrometer kan verschillende massa's tegelijkertijd meten en de intensiteit van elke massa versus de temperatuur of versus tijd levert een TPD spectrum op. De verhitting wordt meestal gestuurd door een PID-regelaar algoritme, waarbij de sturing plaatsvindt door een computer of door specifieke apparatuur zoals een Eurotherm.

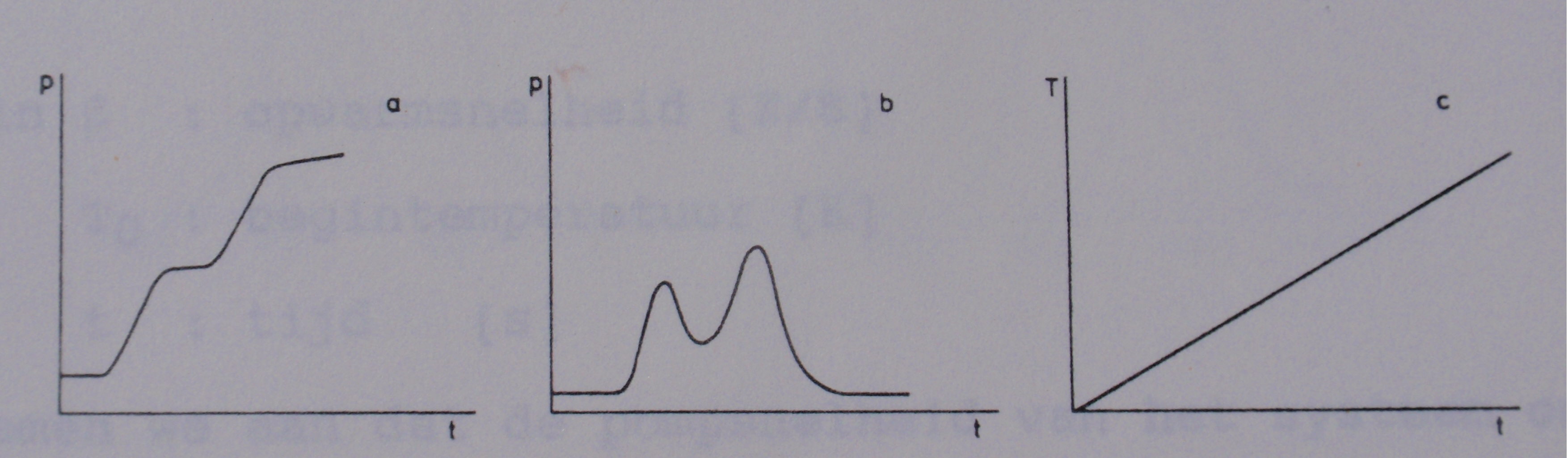
Figuur 1 a. Druk versus tijd in een gesloten systeem, b. Druk versus tijd in een gepompt systeem, c. De temperatuur van een oppervlakte versus de tijd.

Deze spectra worden in vacuüm opgenomen. Er bestaan dan twee mogelijkheden; het is een gesloten of een open systeem. In het eerste geval krijgt men een constant oplopende druk, in het tweede een afgeleide van de druk naar de tijd; zie figuur 1.

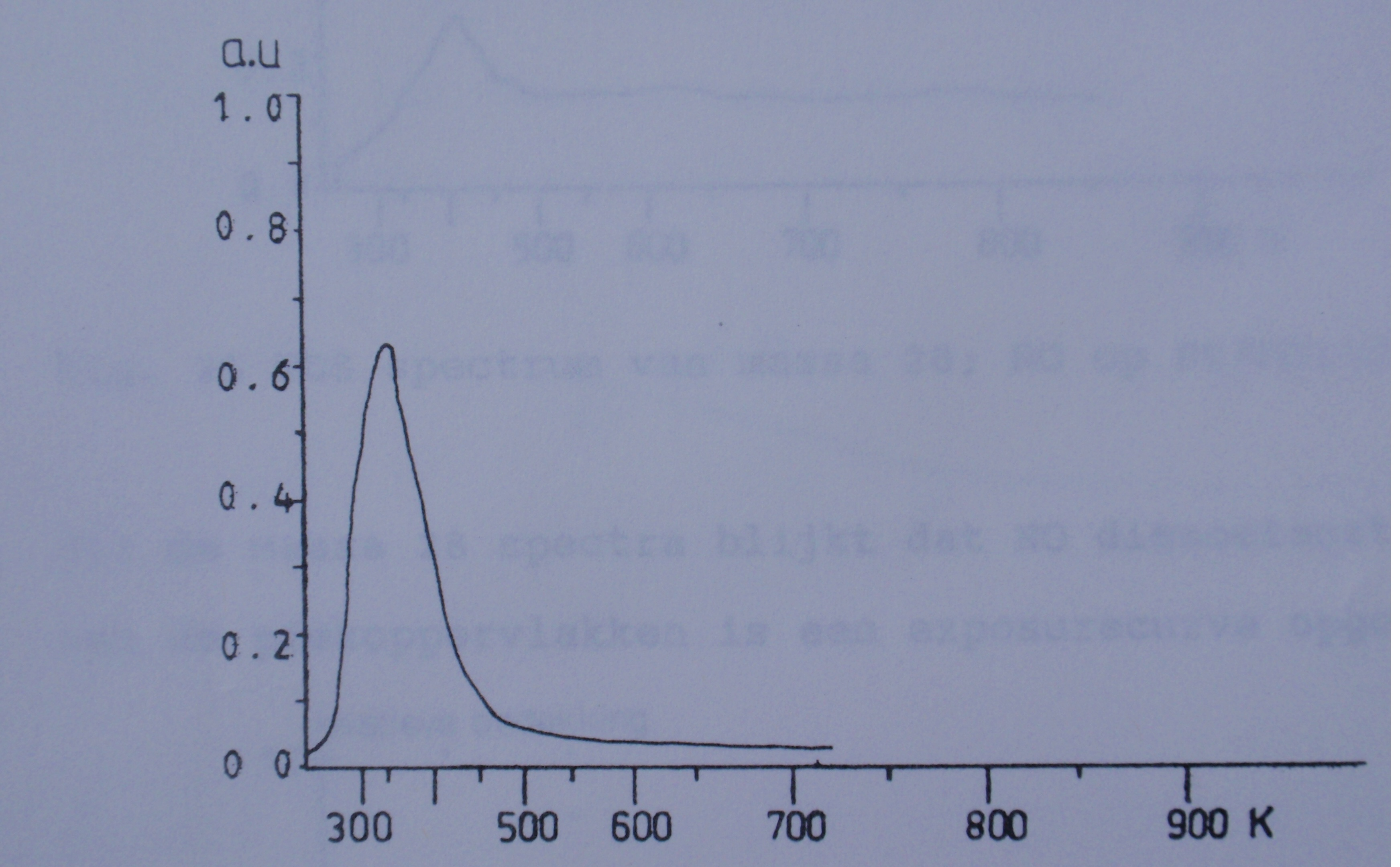
TPD Spectrum 1 TPD spectrum van NO geadsorbeerd op een platinum-rodium (100) eenkristal. De eenheid van de X-as is temperatuur in kelvin, de eenheid van de Y-as een arbitraire eenheid, de intensiteit van de massaspectrometer; in dit geval 30.

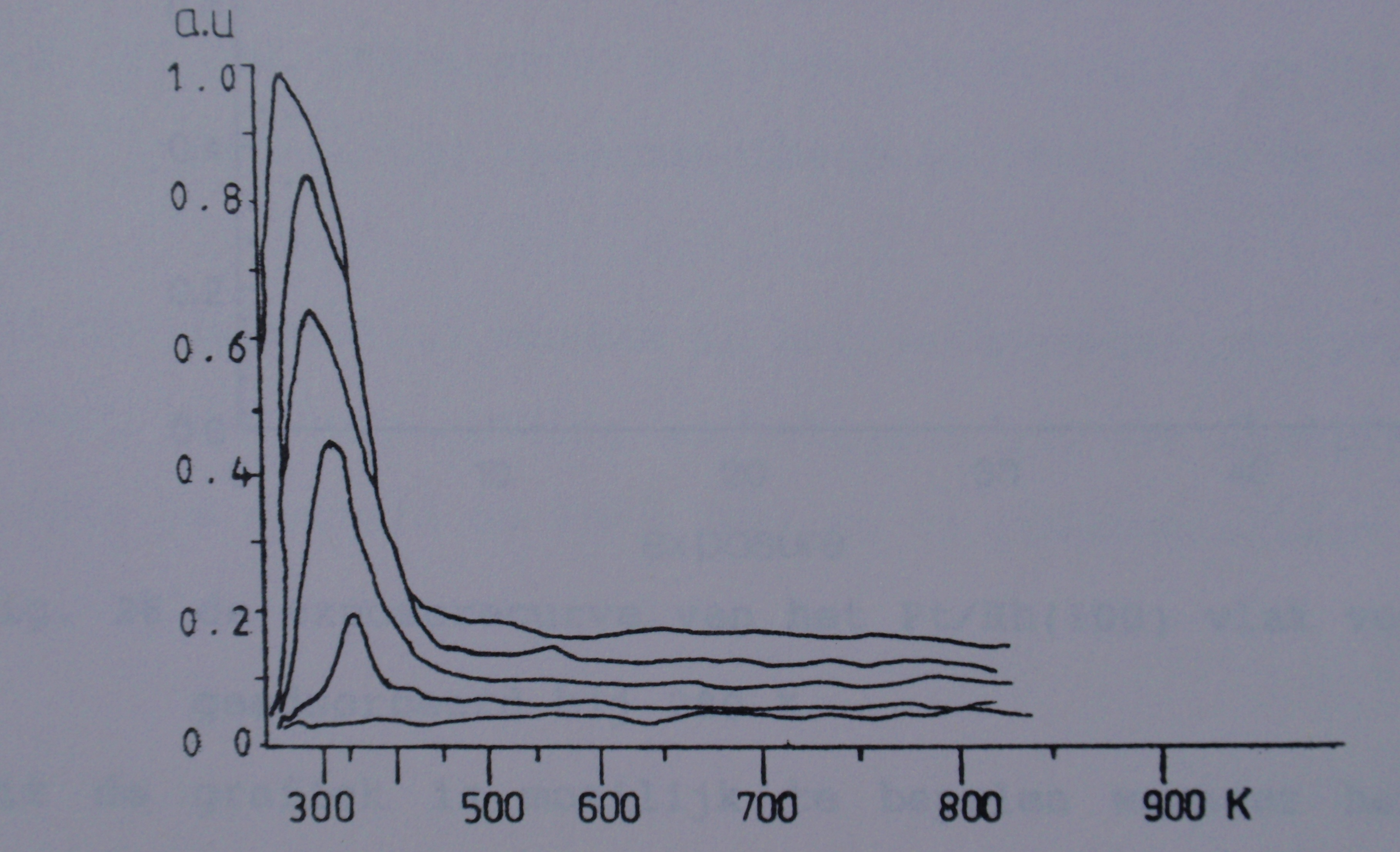
TPD Spectrum 2 TPD spectrum van NO geadsorbeerd op een platinum-rodium (100) eenkristal. De eenheid van de X-as is temperatuur in kelvin, de eenheid van de Y-as een arbitraire eenheid, de intensiteit van de massaspectrometer; in dit geval 30. In dit TPD zijn de spectra van verschillende dekkingsgraden NO gecombineerd.

TPD spectra 1 en 2 zijn typische voorbeelden van een TPD meting. Beide voorbeelden zijn van NO gas dat desorbeert vanaf een eenkristal in vacuüm. Het kristal werd gemonteerd op een titanium filament en verhit met elektriciteit dat door het filament loopt.
Voor 1990 gebruikte men voor de analyse van een TPD spectrum vaak een zogenaamde vereenvoudigde berekening; de "Redhead" methode. In de berekening wordt aangenomen dat de pre-exponentiële factor en de desorptie-energie onafhankelijk zijn van de dekkingsgraad. Naderhand, met behulp van computer algoritmes, stapte men over de "complete analysis method"  of de "leading edge method". Deze berekeningen gaan ervan uit dat de pre-exponentiële factor en de desorptie-energie afhankelijk zijn van de dekkingsgraad. Deze methoden zijn veel nauwkeuriger dan de Redhead methode. Verscheidene beschikbare methoden om TPD spectra te analyseren zijn onderling vergeleken in een artikel van A.M. de JONG en J.W. NIEMANTSVERDRIET

## Theoretische Inleiding TPD
Thermische desorptie vanaf oppervlakken wordt goed beschreven op basis van de vergelijking van Arrhenius.
{\displaystyle r(\sigma )=-{\frac {\mathrm {d} \sigma }{\mathrm {d} t}}=v(\sigma )\sigma ^{n}\cdot e^{-E_{act}(\sigma )/RT}}

waarin 
{\displaystyle r(\sigma )} de desorptiesnelheid [mol/cm2 ] als functie van de bedekking {\displaystyle \sigma }
{\displaystyle n} de orde van desorptie
{\displaystyle \sigma } de oppervlaktebedekking
{\displaystyle v(\sigma )} pre-exponentiële factor [Hz] als functie van de bedekking {\displaystyle \sigma }
{\displaystyle -E_{act}(\sigma )} activeringsenergie van desorptie [kJ/mol] als functie van de bedekking {\displaystyle \sigma }
{\displaystyle R} gasconstante J K−1 mol−1
{\displaystyle T} temperatuur [K]
Echter deze vergelijking is in de praktijk lastig omdat meerdere variabelen (pre-exponentiële factor, activeringsenergie van desorptie ) een functie zijn van de bedekking en elkaar onderling beïnvloeden. De “complete analysis method” berekent de activeringsenergie en de  pre-exponentiële factor door bij verschillende bedekkingen een beste benadering te maken. Echter deze methode kan praktischer worden door de vergelijking te vereenvoudigen. Ten eerste beschouwen we de pre-exponentiële factor en de activeringsenergie van desorptie onafhankelijk van de bedekkingsgraad.
Ten tweede gaan we ervan uit dat de opwarmsnelheid lineair is:

(vergelijking  1)
{\displaystyle {\begin{aligned}T(t)=T_{0}+(\beta \cdot t)\end{aligned}}}
waarin is:
{\displaystyle \beta } de opwarmsnelheid in [K/s]
{\displaystyle T_{0}} de begintemperatuur in [K]
{\displaystyle t} de tijd in [s]
We nemen ook aan dat de pompsnelheid van het systeem oneindig groot is, zodat tijdens desorptie er geen adsorptie meer plaatsvindt. Voor de drukverandering tijdens desorptie geldt:

(vergelijking  2) 
{\displaystyle {\frac {\mathrm {d} P}{\mathrm {d} t}}+P/\alpha ={\frac {\mathrm {d} (a\cdot r(t))}{\mathrm {d} t}}}
waarin
{\displaystyle P} de druk in het systeem
{\displaystyle t} de tijd in [s]
waarbij
{\displaystyle a=A/kV}
waarin
{\displaystyle A} het monsteroppervlak [m2]
{\displaystyle k} een constante
{\displaystyle V} volume van het systeem [m3]
waarbij
{\displaystyle r(t)} de desorptiesnelheid [mol/cm2 sec]
waarbij
{\displaystyle \alpha =V/S}
waarin 
{\displaystyle S} de pompsnelheid
{\displaystyle V} volume van het systeem [m3]
Als we, zoals gezegd, aannemen dat {\displaystyle S} zeer groot is zodat moleculen niet opnieuw adsorberen en we nemen aan dat {\displaystyle P/\alpha } verwaarloosbaar klein is ten opzichte van {\displaystyle {\frac {\mathrm {d} P}{\mathrm {d} t}}} en dus geldt:

(vergelijking  3)
{\displaystyle a\cdot r(t)={\frac {\mathrm {d} P}{\mathrm {d} t}}}
Vergelijking 2 en 3 leiden tot de conclusie dat men in een experiment ervan uit kan gaan dat de desorptiesnelheid gelijk is aan de drukverandering. Men kan dus data in een experiment, die een functie zijn van de druk zoals de massaspectrometer intensiteit, gebruiken om de desorptiesnelheid te bepalen.
Thermische desorptie wordt dan beschreven door een vereenvoudigde vergelijking van Arrhenius als volgt:

(vergelijking  4)
{\displaystyle r(t)=-{\frac {\mathrm {d} \sigma }{\mathrm {d} t}}=v_{n}\sigma ^{n}\cdot e^{-E_{act}/RT}}
waarin 
{\displaystyle r(t)} de desorptiesnelheid [mol/cm2 sec]
{\displaystyle n} de orde van desorptie
{\displaystyle \sigma } de oppervlaktebedekking
{\displaystyle v_{n}} pre-exponentiële factor [Hz]
{\displaystyle E_{act}} activeringsenergie van desorptie [kJ/mol]
{\displaystyle R} gasconstante J K−1 mol−1
{\displaystyle T} temperatuur [K]
Met behulp van de genoemde Redhead methode (een methode die minder nauwkeurig is dan de "complete analysis" of de "leading edge" methode) en het temperatuurmaximum {\displaystyle T_{m}} is de activeringsenergie te bepalen. Men neemt de afgeleide van vergelijking 4 bij het temperatuurmaximum {\displaystyle T_{m}} waar de grafiek een piek vertoont. Bij die temperatuur is de desorptie maximaal en is de activeringsenergie een functie van de desorptie-energie. Omdat het een maximum is van de grafiek; is de waarde van de afgeleide gelijk aan nul. Dit levert, na uitwerking, vergelijking 5 en 6 op:

(vergelijking  5)

	
voor n=1 
{\displaystyle E_{act}/{RT_{m}}^{2}=v_{1}/\beta \cdot e^{-E_{act}/RT_{m}}}

(vergelijking  6)

	
voor n=2
{\displaystyle E_{act}/{RT_{m}}^{2}=\sigma _{0}v_{2}/\beta \cdot e^{-E_{act}/RT_{m}}}
M. Ehasi en K. Christmann hebben een methode uitgewerkt om de activeringsenergie van een 2de orde desorptie betrekkelijk eenvoudig te bepalen. 
Vergelijking 6 kan worden omgewerkt tot:

(vergelijking  6a)
{\displaystyle \ln({\sigma _{0}{T_{m}}^{2}})={-E_{act}/RT}+\ln({\beta \cdot -E_{act}/v_{2}R})}
waarin:
{\displaystyle \sigma _{0}} de TPD piekoppervlakte.
Een grafiek van {\displaystyle \ln({\sigma _{0}T_{m}})} versus {\displaystyle 1/T_{m}} geeft een rechte met helling {\displaystyle -E_{act}/R}.
Dus voor een 1ste orde reactie is {\displaystyle T_{m}} onafhankelijk van de bedekking. Door de bedekking te veranderen is {\displaystyle n} te bepalen. In de praktijk wordt vaak een vaste waarde voor de pre-exponentiële factor gekozen en is {\displaystyle \beta } bekend, met deze gegevens wordt {\displaystyle E_{act}} iteratief uit {\displaystyle T_{m}} berekend.